# حسینعلی مبشر
حسینعلی مبشر (۱۳۰۱ - ۱۸ آبان ۱۳۸۶) فوتبالیست ایرانی و برای دو دوره رئیس فدراسیون فوتبال ایران بود. 
حسین‌علی مبشر، سابقه بازی در باشگاه فوتبال دارایی تهران و همچنین سابقه ۳ بازی در تیم ملی فوتبال ایران و ۱ گل ملی را در کارنامه دارد. در دوران مدیریت او بر فدراسیون، فوتبالِ ایران توانست تا برای نخستین‌بار به بازی‌های المپیک صعود کند.
وی در بهشت زهرا، قطعه ۲۰۲، ردیف ۱۰۱، شماره ۴۴ به خاک سپرده شده‌است.

## خانواده
حسینعلی مبشر، خواهرزاده عصمت دولتشاهی، همسر رضاشاه بود.

## تجلیل
در تاریخ ۲۶ ژانویه ۲۰۱۰، فدراسیون فوتبال جشنی به مناسبت ۱۰۰ سالگی فوتبال ایران، برگزار کرد که در آن از رؤسای ۵ فدراسیون برتر ۱۰۰ سال اخیر ایران قدردانی شد. در این فهرست، حسینعلی مبشر تنها رئیس فدراسیون در دوران پیش از انقلاب بود که از زحمات و تلاش‌هایش برای ارتقای جایگاه فوتبالِ ایران قدردانی شد.